# Łazarz III Henckel von Donnersmarck
Łazarz III Henckel von Donnersmarck (ur. 1729, zm. 8 sierpnia 1805 w Siemianowicach) – baron i hrabia cesarstwa, pan Bytomia, 5. wolny pan stanowy Bytomia.

## Rodzice
Został ochrzczony w Opawie 24 czerwca 1729. Był najmłodszym synem Karola Józefa Erdmanna i jego pierwszej żony baronówny Marii Józefy von Brunetti.

## Życie i działalność
Towarzyszył ojcu w jego wygnaniu do Austrii w 1745. Był tam cesarskim szambelanem i do 1764 majorem armii Marii Teresy. W wojnie siedmioletniej walczył przeciw Prusom. W 1768 objął spadek bytomskich Hencklów po śmierci Franciszka Ludwika, z pominięciem Karola Jana (1727–1795), który jako prałat-infułat oraz scholastyk wiedeńskiej katedry św. Stefana, pozostał w Austrii.
Na swoją rezydencję wybrał dwór w Siemianowicach. Jego majątek obejmował obszar ponad 19 tys. ha, na który składało się jedno miasto (Bytom), 23 wsie w całości, 1 częściowo i 18 folwarków. W 1805 jego żona Antonina dokupiła podtarnogórskie dobra Lasowice i Sowice.
W latach 1786–1792 działała, założona przez niego kopalnia węgla kamiennego „Lazarus” w Radoszowy koło Kochłowic, a w 1787 między Przełajką i Siemianowicami kopalnia „Szczęście”. W latach 1801–1805 wybudował koło Wirka – jedną z pierwszych prywatnych i opalanych koksem – hutę żelaza „Antonina”.
W 1788 był obecny podczas wizyty króla Fryderyka Wilhelma II w podtarnogórskiej kopalni kruszców „Fryderyk”. W 1793 został 5. wolnym panem stanowym Bytomia. Wspierał bytomski kościół minorytów, gdzie ufundował kryptę grobową dla swej rodziny.

## Rodzina
Był dwukrotnie żonaty. Po raz pierwszy z hrabianką Antoniną von Colonna-Fels, powtórnie z hrabianką Antoniną Praschma von Bilkau. Miał dwóch synów: Karola (dziedzica Bytomia i Siemianowic) i Łazarza Jana Nepomuka (później właściciela m.in. Gręboszowa koło Namysłowa). 
Zmarł 8 sierpnia 1805 w Siemianowicach. Został pochowany w krypcie bytomskiego kościoła minorytów. W 1827 jego szczątki przeniesiono do krypty w kościele NMP.